# Bryum alpinum
Bryum alpinum ist ein Moos aus der Gattung der Birnmoose (Bryum).

## Merkmale
Die Art bildet auffällig goldgrüne oder glänzend dunkelrote Polster, die bis 4 cm hoch sind. Die Blättchen sind lanzettlich und haben keinen Saum. Die Rippe endet vor oder in der breit lanzettlichen Blattspitze. In der oberen Blatthälfte sind die Zellen länglich rhombisch, in der unteren kurz rechteckig und rötlich. 
Die Kapsel ist birnenförmig, rot und nickend. Sie steht auf einer ebenfalls roten Seta. 

## Vorkommen
Die Art ist in Europa, Nordamerika, Afrika und Asien heimisch. Sie wächst auf feuchten Felsen der kalkfreien Gebirge. Sehr selten kommt sie auch im Flachland vor, hier auf nassem Sand. 

## Belege
- Jan-Peter Frahm, Wolfgang Frey: Moosflora (= UTB. 1250). 4., neubearbeitete und erweiterte Auflage. Ulmer, Stuttgart 2004, ISBN 3-8252-1250-5.